# Кріттенден (округ, Кентуккі)
Шаблон:StateAbbr_ 37°22′ пн. ш. 88°05′ зх. д. / 37.36° пн. ш. 88.09° зх. д.
Округ Кріттенден (англ. Crittenden County) — округ (графство) у штаті Кентуккі, США. Ідентифікатор округу 21055.

## Історія
Округ утворений 1842 року.

## Демографія
За даними перепису
2000 року
загальне населення округу становило 9384 осіб, зокрема міського населення було 2856, а сільського — 6528.
Серед мешканців округу чоловіків було 4542, а жінок — 4842. В окрузі було 3829 домогосподарств, 2706 родин, які мешкали в 4410 будинках.
Середній розмір родини становив 2,93.
Віковий розподіл населення поданий у таблиці:
| Стать    | До 15 років | 15-21 | 22-29 | 30-39 | 40-49 | 50-65 | 65-85 | Понад 85 |
| -------- | ----------- | ----- | ----- | ----- | ----- | ----- | ----- | -------- |
| Чоловіки | 888         | 439   | 413   | 582   | 698   | 882   | 582   | 58       |
| Жінки    | 896         | 425   | 378   | 658   | 665   | 931   | 749   | 140      |

## Суміжні округи
- Юніон — північ
- Вебстер — північний схід
- Колдвелл — південний схід
- Лайон — південь
- Лівінґстон — захід
- Гардін, Іллінойс — північний захід

## Виноски
1. ↑  U.S. Decennial Census. United States Census Bureau. Архів оригіналу за 26 квітня 2015. Процитовано 13 серпня 2014.
2. ↑  Historical Census Browser. University of Virginia Library. Архів оригіналу за 11 серпня 2012. Процитовано 13 серпня 2014.
3. ↑  Population of Counties by Decennial Census: 1900 to 1990. United States Census Bureau. Архів оригіналу за 13 жовтня 2014. Процитовано 13 серпня 2014.
4. ↑  Census 2000 PHC-T-4. Ranking Tables for Counties: 1990 and 2000 (PDF). United States Census Bureau. Архів оригіналу (PDF) за 18 грудня 2014. Процитовано 13 серпня 2014.
5. ↑  State & County QuickFacts. United States Census Bureau. Архів оригіналу за 9 липня 2011. Процитовано 6 березня 2014.(англ.) Наведено за англійською вікіпедією.
6. ↑  American FactFinder. Бюро перепису населення США. Архів оригіналу за 29 липня 2011. Процитовано 31 січня 2008.

| США | Це незавершена стаття з географії США. Ви можете допомогти проєкту, виправивши або дописавши її. |